# سیندی رابینسون
سیندی رابینسون ((به انگلیسی: Cindy Robinson)؛ زاده ۶ آوریل ۱۹۷۳) بازیگر و صداپیشهٔ آمریکایی است و از صداپیشگی‌های او می‌توان به شخصیت امی رز در مجموعه بازی‌های سونیک خارپشت، و انیمیشن سونیک بوم، و چند انیمه دیگر اشاره کرد و همکاری کوچکی با شرکت سوپرسل داشتند و در بازی ویدیویی brawl‌stars و شخصیت‌لولا را صداگذاری کردند